# Fritz Kraemer
Fritz Ludwig Karl Kraemer (Stettin, 12 december 1900 - Hamburg-Ohlsdorf, 23 juni 1959) was een Duitse officier en SS-Gruppenführer en Generalleutnant in de Waffen-SS tijdens de Tweede Wereldoorlog. Hij was de stafchef van het 6. Panzer-Armee tijdens de slag om de Ardennen en een veroordeelde oorlogsmisdadiger.

## Leven
Fritz Kaemer trad in 1918 als Kriegsfreiwilliger (oorlogsvrijwilliger) in dienst van het 3. Badisches Infanterie-Regiment "Markgraf Ludwig Wilhelm" Nr. 111 van de Deutsche Heer. Na de Eerste Wereldoorlog verliet hij het leger als Leutnant (tweede luitenant. In het voorjaar van 1921 nam hij dienst bij de politie. In 1928 en 1929 werd hij als  Zugführer (pelotonscommandant) in Köslin ingezet. Daarna werd hij tot 1933 als pelotonscommandant in Kreuzberg in Silezië ingezet. In 1931 werd hij tot Oberleutnant der Polizei (eerste luitenant in de politie) bevorderd. Vanaf 1933 werkte hij bij de Landespolizei. 

### Interbellum
Als deze vanaf oktober 1934 in de Heer opgenomen werd, kwam hij toch weer terug in het leger. Hij werd daarbij als Oberleutnant overgenomen. Hij werd meteen naar de Kriegsakademie gecommandeerd. Op 1 mei 1935 werd hij tot Hauptmann (kapitein) bevorderd. Op 6 oktober 1935 werd Kraemer tot chef van de 5e compagnie van het Infanterie-Regiment 55. benoemd. 

### Wehrmacht
Als zodanig werd hij begin 1939 naar het 13. Infanterie-Division overgeplaatst. Daar werd hij als I.b. ingezet. Voor de getoonde dapperheid tijdens de Poolse Veldtocht werd hij met het IJzeren Kruis 1939, 2e Klasse onderscheiden. Daarna nam hij met het 13. Infanterie-Division deel aan de Slag om Frankrijk. Voor deze veldslag werd hij met het IJzeren Kruis 1939, 1e Klasse onderscheiden. Na de slag om Frankrijk werd de divisie tot 13. Panzer-Division omgevormd. Daarbij werd hij tot I.a. benoemd. Kraemer werd hier kort daarop ook tot Major i.G. (majoor in Generale Staf) bevorderd. Op 29 januari 1942 werd hij met het Duitse Kruis in goud onderscheiden. Op 1 april 1942 werd hij tot Oberstleutnant i.G. (luitenant-kolonel in de Generale Staf) bevorderd. Tot december 1942 bleef hij als I.a. bij de 13. Panzer-Division. Op 17 december 1942 hij met het Ridderkruis van het IJzeren Kruis onderscheiden. Daarna werd hij tot I.b. van het 1. Panzerarmee benoemd. In januari 1943 werd hij tot Oberst i.G. (kolonel in Generale Staf) bevorderd.

### Schutzstaffel
In juni 1943 werd hij tot stafchef van het I. SS-Panzerkorps benoemd. Dit gebeurde op verzoek van Sepp Dietrich. In hetzelfde jaar stapte Kraemer naar de Waffen-SS over. Hij kreeg het SS-nummer 491 402, ook terwijl hij pas per 1 augustus 1944 officieel in de SS getreden was. Op 1 september 1943 werd hij tot SS-Oberführer bevorderd. Op 1 augustus 1944 werd hij tot SS-Brigadeführer (brigadegeneraal) en Generalmajor in de Waffen-SS bevorderd. Dit werd in de Rangdienstalter met terugwerkende kracht vanaf 1 april 1942 gezet. Begin augustus 1944 werd hij voor enige dagen als plaatsvervangend commandant van het I. SS-Panzerkorps ingezet, daarna weer als stafchef. In oktober 1944 werd hij tot commandant van het 12. SS-Panzer-Division "Hitlerjugend" benoemd. Vanaf november 1944 gaf hij dit commando weer terug. Hij werd dan tot stafchef van het 6. Panzerarmee benoemd. Deze functie behield hij tot het einde van de oorlog. Op 6 mei 1945 werd hij met het Eikenloof bij zijn Ridderkruis van het IJzeren Kruis onderscheiden.

### Einde van de oorlog
Aan het einde van de oorlog kwam hij in geallieerd krijgsgevangenschap. Op 16 juli 1946 werd Kraemer voor een Amerikaanse tribunaal tot 10 jaar gevangenisstraf veroordeeld. Deze straf kreeg hij in samenhang met het Bloedbad van Malmedy en andere punten van de aanklacht in samenhang met de Slag om de Ardennen. Na zijn vrijlating in 1952 verhuisde hij naar Höxter, Duitsland, waar hij op 23 juni 1959 stierf. Hij werd met militaire eer begraven.

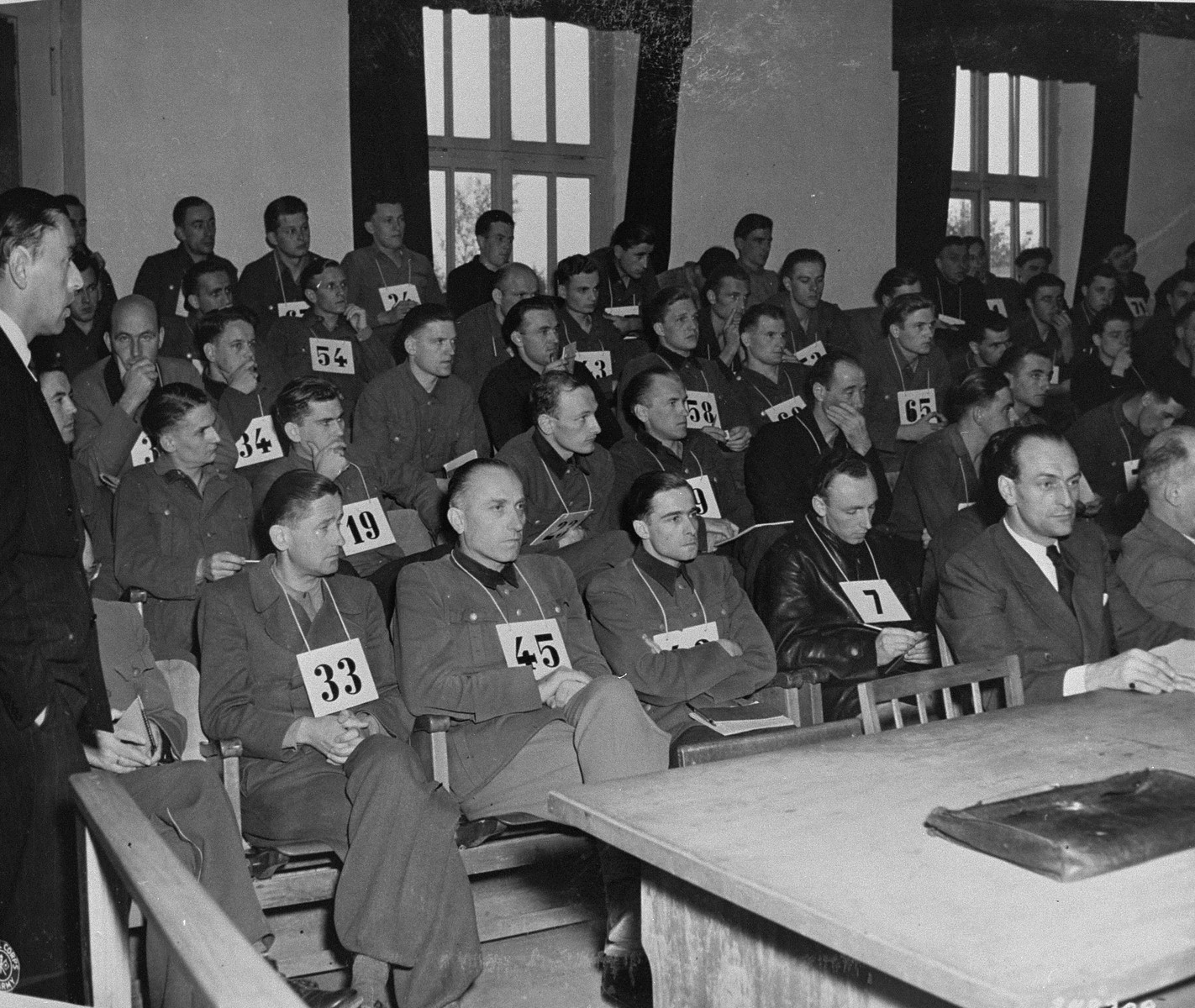
Gedaagden Fritz Kraemer (nr. 33), Hermann Priess (nr. 45) en Joachim Peiper luisteren naar de slotverklaring van Colonel William Everett.

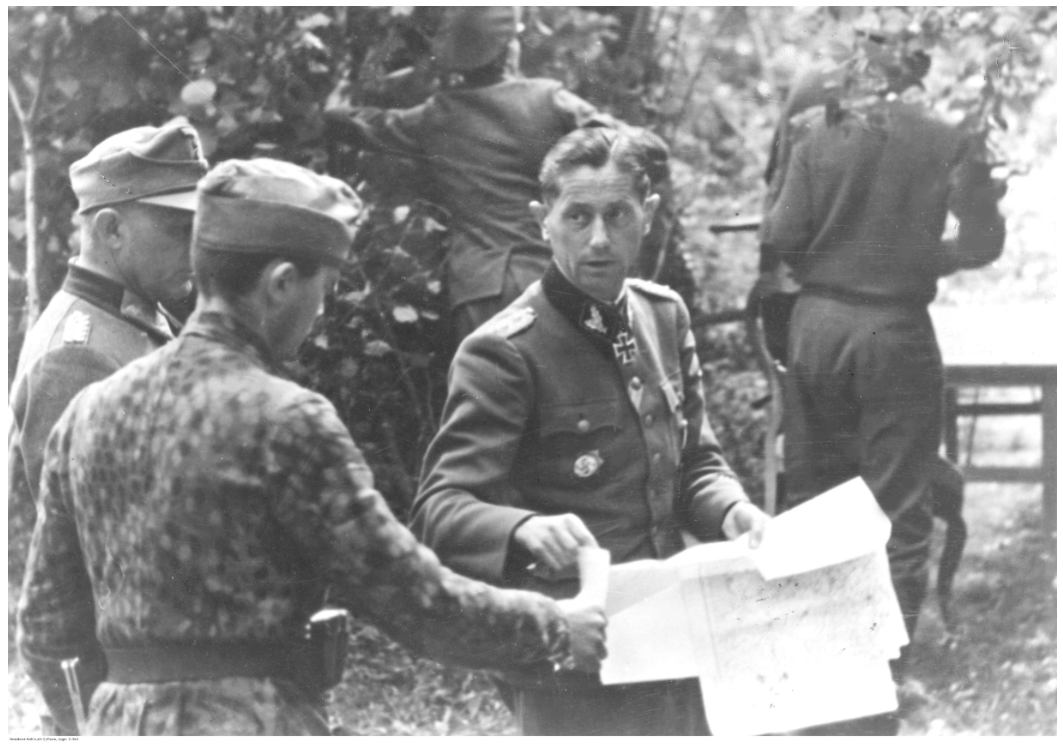
SS-Oberführer Fritz Kraemer als stafchef te velde tijdens Operatie Overlord, juli 1944.

## Carrière
Kraemer bekleedde verschillende rangen in zowel de Deutsches Heer als Waffen-SS. De volgende tabel laat zien dat de bevorderingen niet synchroon liepen.
| Datum                                                         | Deutsches Heer     | Schutzpolizei/Landespolizei | Heer                | Waffen-SS                                           |
| ------------------------------------------------------------- | ------------------ | --------------------------- | ------------------- | --------------------------------------------------- |
|                                                               | Kriegsfreiwilliger | —                           | —                   | —                                                   |
| 1917                                                          | Fahnenjunker       | —                           | —                   | —                                                   |
| 5 augustus 1918                                               | Leutnant           | —                           | —                   | —                                                   |
| 16 juni 1928                                                  | —                  | Polizeileutnant             | —                   | —                                                   |
| 10 maart 1931                                                 | —                  | Polizei-Oberleutnant        | —                   | —                                                   |
| 1 oktober 1934                                                | —                  | —                           | Oberleutnant        | —                                                   |
| 1 mei 1935 (met RDA van 1 mei 1935)                           | —                  | —                           | Hauptmann           | —                                                   |
| 1940                                                          | —                  | —                           | Major i.G.          | —                                                   |
| 1 april 1942                                                  | —                  | —                           | Oberstleutnant i.G. | —                                                   |
| 1 januari 1943                                                | —                  | —                           | Oberst i.G.         | —                                                   |
| 1 september 1943 (met RDA van 1 april 1942)                   | —                  | —                           | —                   | SS-Oberführer der Reserve (W-SS)                    |
| 1 augustus 1944                                               | —                  | —                           | —                   | SS-Oberführer in de Waffen-SS                       |
| 1 augustus 1944 (met terugwerkende kracht vanaf 1 april 1942) | —                  | —                           | —                   | SS-Brigadeführer en Generalmajor in de Waffen-SS    |
| 20 januari 1945                                               | —                  | —                           | —                   | SS-Gruppenführer en Generalleutnant in de Waffen-SS |

## Lidmaatschapsnummers
- NSDAP-nr.: geen lid[8]
- SS-nr.: 491 402[8][2]

## Onderscheidingen
- Ridderkruis van het IJzeren Kruis op 17 december 1942 als Oberstleutnant in de Generalstab (i.G.) en Ia (operations officer) in de 13. Panzer-Division[11][9][14][12][2]
- Ridderkruis van het IJzeren Kruis met Eikenloof (zonder nr.[2])op 6 mei 1945 als SS-Brigadeführer en Generalmajor in de Waffen-SS en Chef Stabes 6. Panzer-Armee[11][9][12][2]
- Herhalingsgesp bij IJzeren Kruis 1939, 1e Klasse (26 mei 1940) en 2e Klasse (6 oktober 1939)[11][8]
- Duitse Kruis in goud op 29 januari 1942[11] als Major in de Generalstab van het 13. Panzer-Division[12][2]
- Medaille Winterschlacht im Osten 1941/42 op 3 augustus 1942[11][12][8][2]
- SS-Ehrenring[8][13]

## Afkortingen
- i.G. = in de Generale Staf
- Berechtigung zum Tragen der Uniform eines.... = vrije vertaling: toestemming om het uniform te dragen van een ....
- mit der Führung beauftragt (m. d. F. b.) = vrije vertaling: met het leiderschap belast